# Xavier Gorce
Pour les articles homonymes, voir Gorce.
Xavier Gorce, né le 30 mars 1962, est un peintre, dessinateur et illustrateur français.

## Biographie
Après le baccalauréat, Xavier Gorce rate le concours des écoles d'art et s'inscrit à la faculté des arts plastiques de la Sorbonne où il se familiarise avec la diversité de la création. Faisant peu de pratique graphique, il arrête au bout de deux ans pour suivre des cours du soir d'anatomie et de calligraphie et se lancer dans le dessin de presse, expliquant avoir été séduit par les dessins de Topor, André François, Tomi Ungerer. Il fait de l'illustration, de la caricature politique et de l'humour pour plusieurs journaux depuis  1986 (Témoignage chrétien, La Grosse Bertha, Elle, Marianne…) avant d’arriver au Monde interactif en 2002.
De 2002 à 2021, il est l'auteur de la bande quotidienne dans la check-list, la lettre en ligne du quotidien Le Monde, et depuis mai 2011, ses manchots Les Indégivrables apparaissent sur son site de Blogs hébergé sur lemonde.fr.

## Polémiques

### Gilets jaunes et écologistes
Il se montre particulièrement virulent à l'égard des Gilets jaunes, que certains de ses dessins décrivent comme des « abrutis » et même, implicitement, des nazis, ce qui lui vaut d'être accusé de mépris de classe.
Il qualifie en juillet 2019 la militante écologiste Greta Thunberg de « gamine barrée qui se croit en mission de rédemption »[réf. à confirmer].

### Départ duMonde
En janvier 2021, la directrice de la rédaction du Monde Caroline Monnot présente ses excuses pour avoir publié un dessin de Xavier Gorce pouvant « être lu comme une relativisation de la gravité des faits d’inceste, en des termes déplacés vis-à-vis des victimes et des personnes transgenres ». En pleine affaire Olivier Duhamel accusé d'inceste, cette caricature publiée le 19 janvier dans la newsletter Brief du Monde, déclenche une vague d'indignation sur les réseaux sociaux et devient l'un des sujets les plus discutés sur Twitter. Après 18 ans de collaboration, Xavier Gorce annonce qu'il quitte la rédaction en déclarant que « la liberté ne se négocie pas » et  déplore la pression des militants des réseaux sociaux,.

## Œuvres

### Écrits
- Le Gros Chagrin d'Edgar, illustrations d’Yves Calarnou, Bayard Presse, 1999
- Raison et dérision, Paris, Gallimard, coll. "Tracts", n° 28, mai 2021. 48 p.

### Illustrations
- Drachenblut, texte de Christoph Hein, adapté par Thaddée Wyrostek, Éditions Didier, 1996
- Fan mania, texte de Claire Laroussinie, La Martinière jeunesse, 2000
- La Première Fois, texte de Denise Stagnara, La Martinière jeunesse, 2002
- Cités de mémoire, textes d'Hervé Le Tellier, Berg International, 2002
- Guerre et Plaies, de Chirac à l'Irak : un an de chroniques en tandem dans Le Monde.fr, avec les billets d'Hervé Le Tellier, Eden-Inzemoon, 2002
- La Chapelle Sextine, textes d'Hervé Le Tellier, L'Estuaire, 2005
- Les Indégivrables, vol. 1, Inzemoon, 2006
- Les Indégivrables, vol. 2, Inzemoon, 2007
- Les Opossums célèbres, textes d'Hervé Le Tellier, mots-valises, Le Castor astral, 2007
- Les Indégivrables, vol. 3, Inzemoon, 2008
- Les Indégivrables, vol. 4, Inzemoon, 2009
- Trop vite ! : pourquoi nous sommes prisonniers du court terme, texte de Jean-Louis Servan-Schreiber, éditions Albin Michel, 2010
- Les Indégivrables, vol. 5, Inzemoon, 2014

### Série animée
- Les Indégivrables, réalisée par Xavier Gorce et Julien Cayot, avec les voix de Jonathan Lambert, 2012